# Trachurus murphyi
Trachurus murphyi és una espècie de peix d'aigua salada de la família dels caràngids i de l'ordre dels perciformes. Va ser descrit per l'ictiòleg John T. Nichols el 1920.
Els adults poden assolir fins a 70 cm de longitud total. Es troba al sud-est del Pacífic (Perú, Xile i Equador), sud-oest del Pacífic (Nova Zelanda) i sud-oest de l'Atlàntic (sud de l'Argentina).